# Zoldo Alto
Zoldo Alto é uma comuna italiana da região do Vêneto, província de Belluno, com cerca de 1.183 habitantes. Estende-se por uma área de 61 km², tendo uma densidade populacional de 19 hab/km². Faz fronteira com Agordo, Alleghe, Borca di Cadore, Forno di Zoldo, La Valle Agordina, Selva di Cadore, Taibon Agordino, Vodo Cadore, Zoppè di Cadore.

## Demografia
| Variação demográfica do município entre 1861 e 2011                               |
|                                                                                   |
| Fonte: Istituto Nazionale di Statistica (ISTAT) - Elaboração gráfica da Wikipedia |